# Verville-Sperry R-3 Racer
Verville-Sperry R-3 Racer là một loại máy bay thể thao một tầng cánh của Hoa Kỳ.

## Quốc gia sử dụng
Hoa Kỳ
- Quân đoàn Không quân Lục quân Hoa Kỳ